# Prorachia daria
Prorachia daria là một loài bướm đêm trong họ Noctuidae.